# دانيال أستر
دانيال أستر (بالعبرية: דניאל אוסטר) (7 مايو 1893 ـ 15 يناير 1963) هو يهودي أوكراني المولد، كان آخر رئيس لبلدية القدس في عصر الانتداب، وأول رئيس بلدية يهودي للمدينة، وأول رئيس بلدية لها بعد قيام دولة إسرائيل.